# Kortgrunden
Kortgrunden är en ö i Finland. Den ligger i sjön Byrkholmsfjärden och i kommunen Karleby i den ekonomiska regionen  Karleby  och landskapet Mellersta Österbotten, i den centrala delen av landet, 400 km norr om huvudstaden Helsingfors. Öns area är 2,3 hektar och dess största längd är 290 meter i nord-sydlig riktning. I omgivningarna runt Kortgrunden växer i huvudsak blandskog.